# Santa Barbara
Santa Barbara er en by i Californien, USA. Byen er administrationscenter for Santa Barbara County, Californien. Selve byen Santa Barbara har 88.665(2020) indbyggere, men regnes forstæderne Goleta, Carpinteria, Montecrito, Summerland, Isla Vista og Hope Ranch med, er indbyggertallet nærmere 200.000. 
De nordligste af Kanaløerne, Californien hører under Santa Barbara County. De har siden 1980 været udlagt som fredet havreservat: Channel Islands National Marine Sanctuary.
Santa Barbara-området var oprindeligt beboet af Chumash-indianerne, der har levet her uafbrudt i mange tusinde år. De tidligste fund er 10-13.000 år gamle.

Montecito
Montecito udgør området lige øst for Santa Barbaras bymidte og er centreret omkring Hot Springs Road. Området er i høj grad beboet af velhavende familier og kendisser som Oprah Winfrey, Drew Barrymore og Ellen DeGeneres. 
Isla Vista
Isla Vista er området lige vest for Santa Barbara centrum. Her bor mange unge og studerende.